# حادث نطنز 2021
وقعت حادثة نطنز يوم الأحد 11 أبريل 2021 في محطة نطنز لتخصيب اليورانيوم، التي يقع معظمها تحت الأرض وهي إحدى عدة منشآت إيرانية يراقبها مفتشو الوكالة الدولية للطاقة الذرية التابعة للأمم المتحدة. وقد أتت هذه الحادثة بعد يوم واحد من إعلان الرئيس الإيراني، حسن روحاني عن إعادة افتتاح مركز تجميع أجهزة الطرد المركزي المتقدم في نطنز، وإزاحة الستار عن جهاز الطرد المركزي "IR-9" المتطور. أعلنت إيران ان الحادث وقع في قسم شبكة توزيع الكهرباء في المنشأة وإنه لم يؤد إلى تلوث نووي، ولم ينجم عنه أي إصابات.
وجاء الحادث بينما كانت تُجرى محادثات في فيينا بين إيران والولايات المتحدة حول إحياء الاتفاق المبرم عام 2015 بين طهران والقوى الست، الذي انسحب منه دونالد ترامب في 2018.

## الحادث
في 10 أبريل 2021، كشفت إيران عن بدأ عملية ضخ الغاز في اجهزة طرد مركزي من الجيل الجديد، بما في ذلك 164 جهاز طرد مركزي من نوع "IR-6"، و30 من نوع "IR-5"، و30 من نوع "IR-6s"، وإجراء تجارب ميكانيكية على أجهزة "IR-9" المتقدمة في مناسبة اليوم الوطني للتكنولوجيا النووية. وفي صباح اليوم التالي، في 11 أبريل 2021، تعرّض مجمع نطنز النووي لحادث أدى إلى انقطاع التيار الكهربائي، أعلنت إيران ان الحادث لم يسفر عن «أي إصابات بشرية أو تلوث». وحول الأضرار المادية، قال خطيب زاده، المتحدث باسم وزارة الخارجية الإيرانية، يوم 12 أبريل إنه «من المبكر جداً تحديدها»، لكن «إن كافة أجهزة الطرد المركزي التي تضررت هي من نوع»IR-1«أي من الجيل الأول.»
وكانت هناك تقارير مختلفة عن الهجوم بأنه كان ناجماً عن هجوم إلكتروني أو انفجار. رفضت إيران الكشف عن معلومات إضافية بسبب قضايا أمنية.
وجاء الحادث بعد أسبوع تقريبًا من محاولة إيران وبايدن لإحياء خطة العمل الشاملة المشتركة، التي انسحبها ترامب من جانب واحد.